# Феликс из Тибиуки
Феликс (+303) - епископ Тибиуки, священномученик. День памяти — 24 октября.

## Биография
Святой Феликс, епископ Тибиуки пострадал вместе с Авдактом (Audactus), Фортунатом (Fortunatus), Иануарием (Januarius) и Септимом (Septimus) за то, что отказался выдать Священное Писание и иные святые книги Магниллиану (Magnillian), римскому наместнику. Доставленный в Карфаген, он был обезглавлен 15 июля. По другим сведениям он был замучен в Венозе, Апулия, Италия.